# Jägerbataillon 25 (Bundesheer)
Das Jägerbataillon 25 ist das einzige Jägerbataillon des österreichischen Bundesheeres, das speziell für Luftlandungen ausgebildet ist. Diese Hauptaufgabe zeigt sich auch in seinem Verbandsabzeichen mit stilisiertem Fallschirm und Adlerschwingen.
Die Sonderstellung innerhalb der Jägertruppe wird durch das bordeauxrote Barett verdeutlicht, welches die Bataillonsangehörigen auch äußerlich von der übrigen Jägertruppe mit ihrem grünen Barett abhebt. Das Jägerbataillon 25 untersteht der 7. Jägerbrigade. Standort des Jägerbataillons 25, derzeit unter dem Kommando von Oberstleutnant Alexander Raszer, ist Klagenfurt, Kärnten, Khevenhüller-Kaserne.
Nach den Plänen der Bundesheerreform 2016 wird das Jägerbataillon 25 bei der 7. Jägerbrigade verbleiben, welche die Aufgabe haben wird, eng mit dem aus der jetzigen 3. Panzergrenadierbrigade gebildeten Kommando Schnelle Einsätze zusammenzuarbeiten. Die Luftlandefähigkeiten des Bataillons werden dabei einen wichtigen Beitrag darstellen.

## Geschichte

### 1956 bis 1963: Feldjägerbataillon 25

Feldmarschall Ludwig Andreas von Khevenhüller, der Namensgeber des IR 7

Am 9. April 1956 wurde die provisorische Grenzschutzabteilung Nr. 5 in Kärntner Feldjäger-Bataillon Nr. 25 (FJgB 25) umbenannt. Erster Kommandant wurde Oberstleutnant Svetozar Adamovich. Am 22. August 1956 wurde das Bataillon vom Villacher Stadtteil Seebach in die Kaserne Lendorf nach Klagenfurt verlegt.
Am 21. Juni 1962 wurde die von der Kameradschaft des K.u.k. Kärntnerischen Infanterie-Regiments „Graf von Khevenhüller“ Nr. 7 gestiftete Fahne geweiht und dem Bataillon feierlich übergeben. Hiermit wurde symbolisch die Übernahme der Tradition des ehemaligen IR 7 durch das Feldjägerbataillon 25 zum Ausdruck gebracht.

### 1963 bis 1994: Jägerbataillon 25
Am 1. Januar 1963 erfolgte die Umbenennung des FJgB 25 in Jägerbataillon 25 (JgB 25). Mit Erlass des Bundesministeriums für Landesverteidigung wurde das JgB 25 als sogenanntes Klagenfurter Hausbataillon mit der Traditionspflege beauftragt und die Kaserne Lendorf zum Gedenken an Feldmarschall Ludwig Andreas von Khevenhüller in Khevenhüller-Kaserne umbenannt. Im Zeitraum von 4. bis 24. September leistete die Einheit in Oberkärnten und Osttirol Hilfestellung wegen eines Hochwassers.
Vom 11. Juli bis 24. August 1967 wurde das Bataillon an die italienische Staatsgrenze verlegt, um Terroranschlägen des Befreiungsausschuss Südtirol vorzubeugen.
Am 15. Oktober 1973 führte das JgB 25 mit zehn Bell 204 und einer Sikorsky S-65 die erste Luftlandeausbildung durch, im Frühjahr 1975 erfolgte die erste Ausbildung von 16 Fallschirmspringern in Wiener Neustadt. 1976 erprobte das Bataillon die beiden Hubschraubertypen Aérospatiale SA 330 und Bell 212. Am 26. September 1981 schloss das Bataillon eine Partnerschaft mit der Stadt Klagenfurt.
Am 27. Juni 1984 stürzte während einer Luftlandeausbildung eine Pilatus PC-6 in der Gemeinde Ebenthal in Kärnten ab und zerschellte auf einem Felsen. Der Pilot und sechs Soldaten des JgB 25 kamen ums Leben. Während der Bergungsarbeiten verunglückte noch ein Feuerwehrmann tödlich. Es ist der bis heute opferreichste Flugzeugabsturz in der Geschichte des Bundesheeres und führte 1986 zur Einführung des alljährlich stattfindenden Rosentalfriedensgedenkmarsches. Ebenso wurde daraufhin die Luftlandeausbildung mit Flächenflugzeugen eingestellt. Sie werden heute bei Luftlandungen nur noch zum Absetzen von Fallschirmspringern eingesetzt.
1989 erprobte das Bataillon ein halbes Jahr lang die französisch-deutsche Panzerabwehrlenkwaffe MILAN, 1990 wurde das italienische Transportflugzeug Aeritalia G.222 erprobt. Aufgrund der Jugoslawienkrise waren von Juni bis Juli 1991 ein Panzerabwehrzug des Bataillons im Raum Bleiburg sowie ein Jägerzug zum Schutz des Flughafens Klagenfurt eingesetzt.

### 1994 bis 1999: Jägerregiment 7
Am 1. Oktober 1994 wurde aufgrund der „Heeresgliederung neu“, das Jägerbataillon 25 in das Jägerregiment 7 übergeleitet, das im Mobilmachungsfall die 7. Jägerbrigade bildete. Das Kaderpersonal wurde auf die drei Milizbataillone der Brigade, nämlich die Jägerbataillone 25, 26 und 27 aufgeteilt und dort für den Mobilmachungsfall beordert.
Im Zuge dieser Umgliederung erhielt das Jägerregiment 7 im Rahmen eines Truppenversuches eine vierte Kompanie, die als „Kaderkompanie“ ausschließlich aus Kaderpersonal und Zeitsoldaten bestand. Diese Kompanie spielte eine Vorreiterrolle für die spätere Aufstellung von KPE-Kräften (Kaderpräsenzeinheiten) und die Erfahrungen, die mit ihr und von ihr gemacht wurden, brachten wichtige Erkenntnisse für die Organisation derartiger Kräfte.

### Seit 1999: Jägerbataillon 25
Mit der Reorganisation vom 1. April 1999 wurde das Jägerregiment 7 wieder in das Jägerbataillon 25 umbenannt. Gleichzeitig wurde es in die aktive 7. Jägerbrigade gemeinsam mit dem Stabsbataillon 7, dem Jägerbataillon 18 und dem Jägerbataillon 26 eingegliedert. Innerhalb des Bataillons erfolgte die Zusammenlegung der 4. (Kader-)Kompanie mit der 3. Jägerkompanie, sodass die 3. Kompanie nun als Kaderkompanie fungierte.
2002 stellte das Bataillon zusammen mit dem Jagdkommando 70 Soldaten für das 1. Kontingent für den Einsatz des Bundesheeres in Afghanistan bereit. Die Soldaten waren mit dem Radpanzer Pandur ausgestattet und zusammen mit deutschen, dänischen und niederländischen Soldaten im Camp Warehouse, teilweise für bis zu 9 Monate, untergebracht.
Im Jahr 2003 schloss das Bataillon eine Ausbildungspartnerschaft mit der Luftlandebrigade 26 der deutschen Bundeswehr.

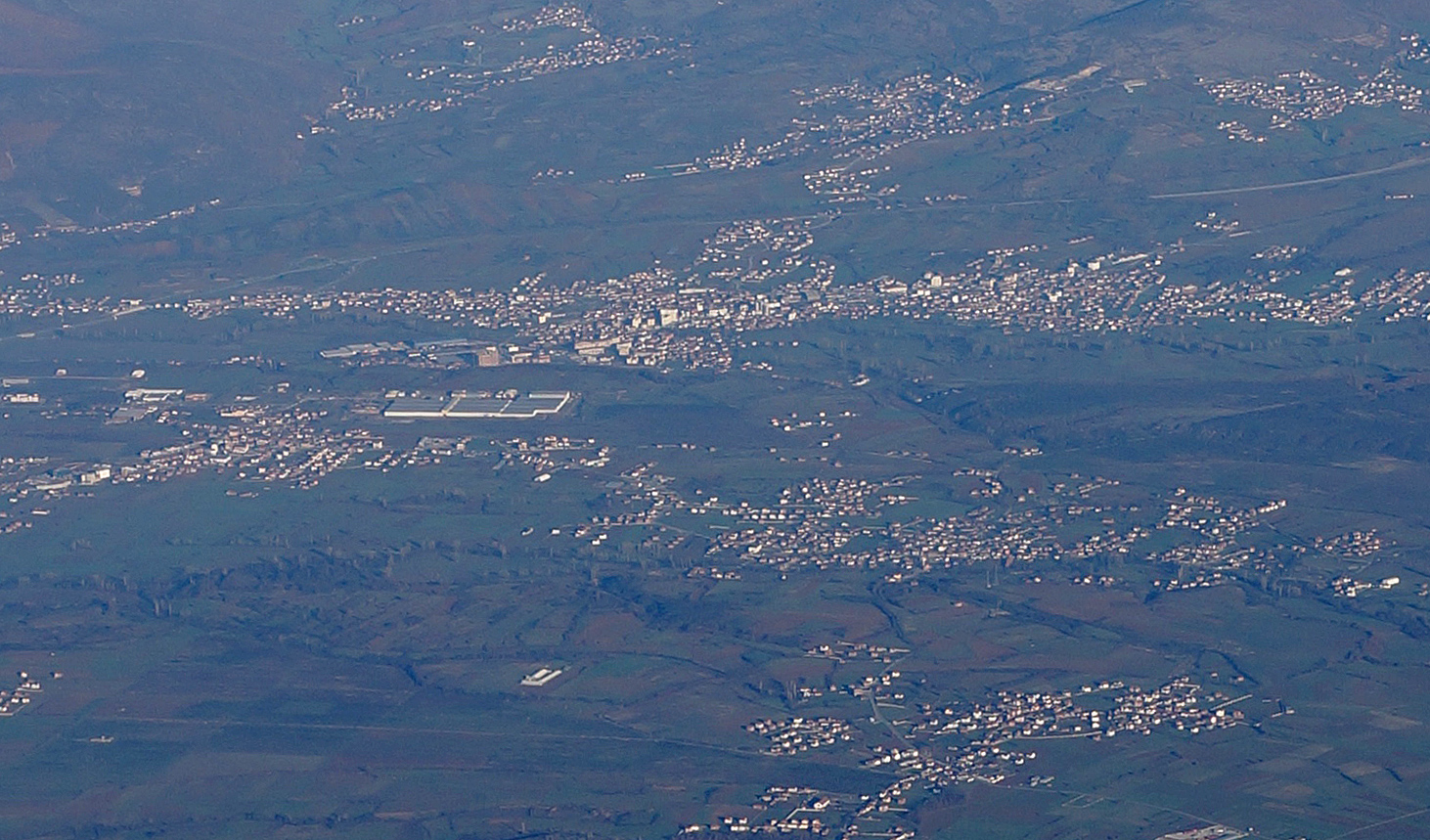
Camp Casablanca in Suva Reka im Südkosovo, Einsatzgebiet der dritten Kompanie im Frühjahr 2014

Aus der bisherigen 3. (Kader-)Kompanie wurde im Frühjahr 2004 die erste Kaderpräsenzeinheit (KPE) Österreichs gebildet. Diese neue Organisationsform brachte für deren Angehörige verpflichtende Auslandseinsätze mit sich. Im selben Jahr entwarf das Bataillon die Be- und Entladeverfahren für den neuen Hubschraubertyp S-70 Black Hawk.
Im März 2004 kam es im Kosovo zu schweren Ausschreitungen gegenüber der serbischen Minderheit. Die KFOR beschloss daraufhin die örtlichen Kontingente mit zusätzlichen Truppen aus den Teilnehmerländern zu verstärken. Ein Vorauskommando der 3. Kompanie traf zehn Stunden nach erfolgter Alarmierung vor Ort ein. Zwei Einsatzzüge der Dritten in der Stärke von 60 Mann sowie weitere 30 Mann anderer Einheiten der 7. Jägerbrigade erreichten mittels Lufttransport, durchgeführt durch die Lockheed C-130 Hercules-Transporter des Bundesheeres, als erste internationale Verstärkung 36 Stunden nach Alarmierung das Einsatzgebiet, Camp Casablanca bei Suva Reka. Dabei gelang es zahlreiche logistische Probleme, wie den Transport der CRC-Ausrüstung, zu überwinden. Die daraus gewonnenen Erkenntnisse flossen in das Ausbildungsprogramm des gesamten Bundesheeres ein. Nachdem sich die Lage im Kosovo wieder beruhigt hatte, konnten die österreichischen Verstärkungstruppen drei Wochen später wieder abgezogen werden.
Im Oktober 2007 übte die 3. Kompanie (KPI) zum ersten Mal im Rahmen der Task Force 18, dies war ein bataillonsstarker Verband, der sich aus je einer KPE-Kompanie der Jägerbataillone 17, 18, 24 und eben der 3./JgB 25 (KPE) zusammensetzte. Die Führung des Verbandes hatte das Bataillonskommando des Jägerbataillons 18 in Sankt Michael in der Obersteiermark inne.
Bereits 2006 hatte die Deutsche Bundeswehr die Anfrage gestellt, ob sich das Bundesheer mit einer Kompanie am deutschen ORF-Bataillon beteiligen könne. Die 3. Kompanie bildete als zweite österreichische Einheit zusammen mit dem deutschen Panzerbataillon 33 der Panzerlehrbrigade 9 in der Zeit von 16. Dezember 2008 bis 30. Juni 2009 die entsprechende ORF-Einheit. Vorangegangen waren diesem Engagement entsprechende gemeinsame Übungen auf dem Truppenübungsplatz Ehra-Lessien und dem
Gefechtsübungszentrum der Bundeswehr Altmark im November und Dezember 2008.
2011 wurde die 3. Kompanie wieder zur normalen Jägerkompanie umfunktioniert. Das Bataillonskommando hingegen erhielt den Auftrag das Führungselement der Task Force 25 zu bilden. Dieser auf KPE-Basis aufgestellte Verband in Bataillonsstärke war die Nachfolgeeinheit der Task Force 18 und stellt seither die schnelle Eingreifreserve des Bundesheeres dar.
Im März 2011 gliederte sich die TF25 wie folgt:
- Bataillonskommando/JgB 25 KPE (Klagenfurt)
- Stabskompanie/JgB 25 KPE (Klagenfurt)
- 1. Jägerkompanie/JgB 23 KPE (Bludesch)
- 2. Jägerkompanie/JgB 26 KPE (Spittal an der Drau)
- 3. Jägerkompanie/JgB 17 KPE (Straß)

Zusätzlich zur Führung der Task Force hatte das Bataillonskommando auch die Verantwortung über die restlichen drei Jägerkompanien des Jägerbataillons 25 zu tragen.
Im Juli 2011 kam es im Kosovo zum Zollkonflikt mit Serbien, worauf die KFOR das aktuelle ORF-Bataillon in Marsch setzten ließ, dessen österreichische Kompanie in der Masse aus Soldaten des Panzergrenadierbataillons 13 und des Jägerbataillons 25 bestand. Am 28. November wurden bei Unruhen im Gebiet von Opština Zubin Potok elf Angehörige des Panzergrenadierbataillons 13 verwundet. Nachdem der deutsche Kommandant des ORF-Bataillons sogar angeschossen wurde, übernahm Oberstleutnant Franz Pirker vom Jägerbataillon 25 die Führung der gesamten ORF-Einheit. Die Soldaten kehrten erst im April 2012 wieder zurück, nachdem sie durch eine italienische ORF-Reserveeinheit abgelöst worden waren.
Im Dezember 2012 wurde das Bataillon umstrukturiert und besteht seitdem nur noch aus Zeit- sowie Berufssoldaten.
Wegen der Flüchtlingskrise wurden im Januar 2016 mindestens 150 Soldaten im Rahmen eines sicherheitspolizeilichen Assistenzeinsatzes am Grenzübergang Spielfeld eingesetzt.

## Kommandanten
- Oberstleutnant Svetozar Adamovich: April 1956 – August 1956
- Major Hans Wachtl: August 1956 – September 1956
- Major Martin Kellner: September 1956 – Juni 1962
- Oberstleutnant Adolf Triebnig: Juni 1962 – Juni 1971
- Major des Generalstabsdienstes Maximilian Liebminger: Juni 1971 – Juni 1972
- Oberstleutnant Adolf Triebnig: Juni 1972 – Dezember 1973
- Major des Generalstabsdienstes Gerfried Barta: Januar 1974 – Juli 1974
- Oberstleutnant Adolf Allmann: Juli 1974 – Juli 1980
- Oberst Georg Goëss: August 1980 – April 1988
- Oberstleutnant des Generalstabsdienstes Gunther Spath: Mai 1988 – Oktober 1988
- Oberst Dietmar Cuder: November 1988 – September 1994
- Oberst Georg Goëss: Oktober 1994 – April 1996
- Oberstleutnant des Generalstabsdienstes Alois Frühwirt: Mai 1996 – Dezember 1996
- Oberstleutnant Günter Polajnar: Dezember 1996 – März 1999
- Oberstleutnant des Generalstabsdienstes Friedrich Schrötter: April 1999 – Februar 2000
- Oberst Gerhard Mereiter: Februar 2000 – Oktober 2005
- Oberst Herbert Kraßnitzer: Oktober 2005 – Mai 2015
- Oberstleutnant des Generalstabsdienstes Norbert Klein: Mai 2015 – Juni 2016
- Oberst Alexander Raszer: ab Juni 2016

## Gliederung und Organisation

### Eingliederung
- Bundesministerium für Landesverteidigung und Sport
  - Streitkräfteführungskommando
    - 7. Jägerbrigade
      - Jägerbataillon 25
        - Bataillonskommando
        - Stabskompanie
        - 1. Jägerkompanie
        - 2. Jägerkompanie
        - Kampfunterstützungskompanie

### Aufgaben

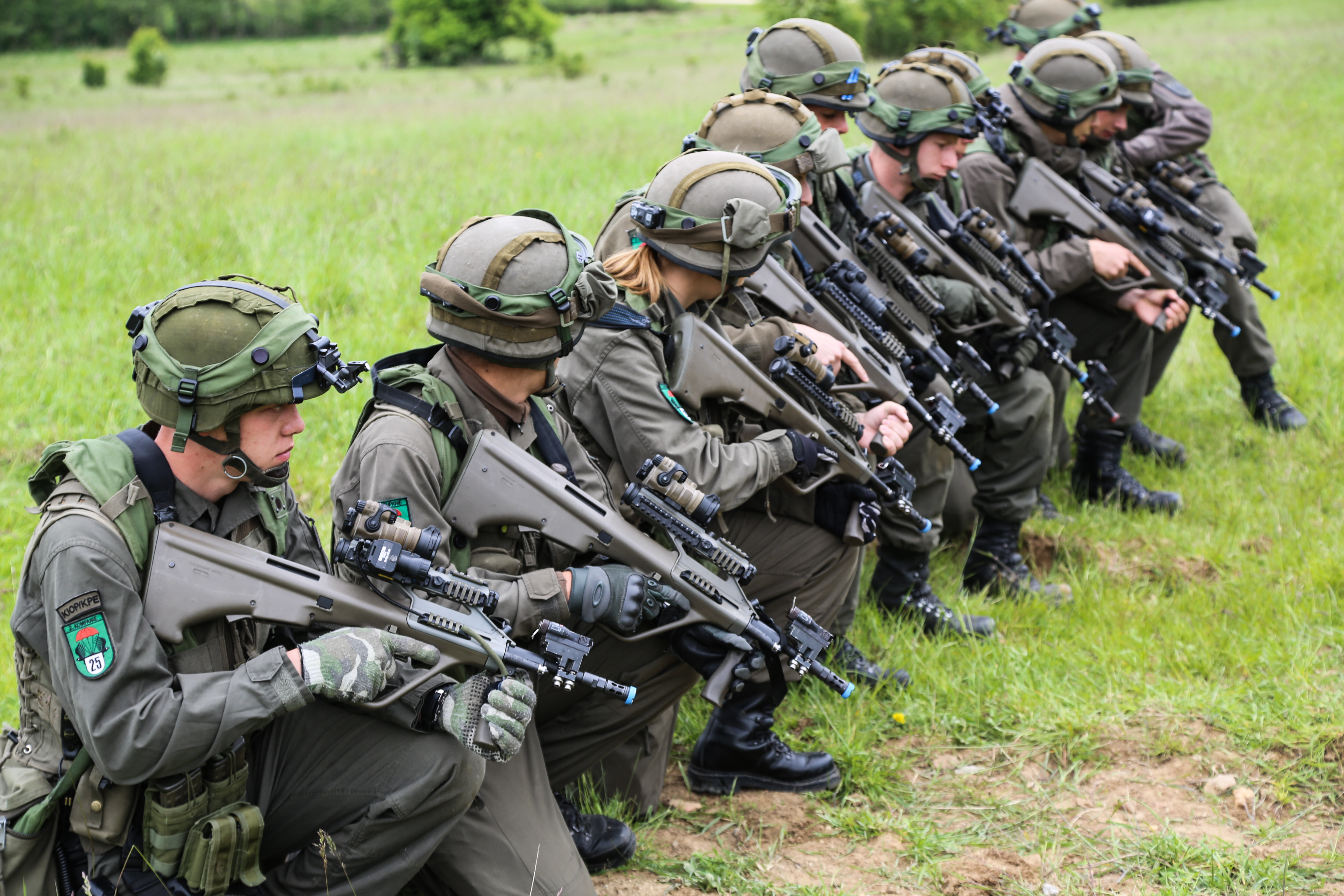
Soldaten des Jägerbataillons 25 bei einer internationalen Übung auf dem Truppenübungsplatz Hohenfels (Deutschland) im Mai 2014.

Die Aufgabe des Bataillons im Frieden bestehen aus Katastrophenhilfe, Assistenz- (vor allem Grenzsicherung) und Auslandseinsätzen sowie der Teilnahme an internationalen Übungen. Im Einsatzfall fungiert das Bataillon vorwiegend als Einheit für Luftlande- und Spezialeinsätze.

### Stärke
Das Vollkontingent des Bataillons umfasst zwischen 1.000 (Friedensstärke) und 1.200 Mann, wobei alle dem Kader angehören (Berufssoldaten). Von diesen wiederum sind ca. 120 als Heeresfallschirmspringer und etwa 90 als Heeresbergführer ausgebildet.